# Бойко Ігор Йосипович
Бойко Ігор Йосипович -  український вчений-правознавець, фахівець з історії держави і права України; доктор юридичних наук (2011), професор (2014), завідувач кафедри історії держави, права та політико-правових учень юридичного факультету Львівського національного університету імені Івана Франка.
Досліджує проблеми історії держави і права України.

## Життєпис
У 1996 р. закінчив з відзнакою юридичний факультет (денна форма навчання) Львівського державного університету імені Івана Франка. У студентські роки був Головою студентського наукового товариства на юридичному факультеті, активно працював в гуртку з історії держави і права України, опублікував п’ятнадцять науково-популярних статей та три брошури під керівництвом професора В.С. Кульчицького.
У 1996 р. вступив до аспірантури на кафедру теорії та історії держави і права (денна форма навчання) юридичного факультету Львівського державного університету імені Івана Франка. За час свого навчання в аспірантурі був Головою Ради аспірантів.
У 1999 р. захистив дисертацію на здобуття наукового ступеня кандидата юридичних наук на тему: “Цивільне право Гетьманщини за Кодексом 1743 р.” (спеціальність 12 00 01). У тому ж році був зарахований на посаду асистента кафедри теорії та історії держави і права юридичного факультету Львівського національного університету імені Івана Франка. У 2005 р. І. Й. Бойку присвоєно вчене звання доцента кафедри теорії та історії держави і права юридичного факультету Львівського національного університету імені Івана Франка.
У 2011 р. захистив дисертацію на здобуття наукового ступеня доктора юридичних наук на тему: “Формування та функціонування державно-правових і самоврядних інститутів у Галичині в складі Польського королівства (1387-1569 рр.)” (спеціальність 12 00 01). В 2014 р. І. Й Бойку присвоєно вчене звання професора кафедри історії держави, права та політико-правових учень юридичного факультету Львівського національного університету імені Івана Франка.
У червні 2017 р. обраний завідувачем кафедри історії держави, права та політико-правових учень юридичного факультету Львівського національного університету імені Івана Франка.
Бойко І.Й. є автором та співавтором 312 наукових праць, з них 6 монографій, 18 навчальних посібників, 1 підручник, понад 200 статей, 60 тез конференцій, 18 методичних матеріалів.

## Нагороди
Нагороджений Грамотою ректора Львівського національного університету імені Івана Франка 14.10.2014 р. за друге місце навчального посібника «Історія правового регулювання цивільних, кримінальних та процесуальних відносин в Україні (ІХ-ХХ ст..)» у конкурсі «Найкращий навчальний посібник гуманітарного напряму 2013—2014 навчального року».
Оголошено Подяку ректора Львівського національного університету імені Івана Франка за багаторічну сумлінну працю і вагомі здобутки у науково-педагогічній діяльності. Наказ ректора від 20.09. 2017 р. № 3355.
Нагороджений Грамотою Верховної Ради України за заслуги перед Українським народом 31 жовтня 2017 р. Розпорядження Голови Верховної Ради № 733-к від 31 жовтня 2017 р.

## Основні наукові праці
- Бойко І.Й. Історія держави і права України. Практикум для студентів юридичних спеціальностей вищих навчальних закладів України // Дрогобич: Вид-во “Коло”, 2011. – 332 с. (у співавторстві Кобилецький М.М., Ясінська Л.Е.).
- Бойко І.Й. Історія розвитку суду і прокуратури у Галичині: текст лекцій для студентів юридичних спеціальностей // Львів: Юрид. Факультет Львівського національного ун-ту імені Івана Франка, 2011. – 64 с. (у співавторстві Тищик Б.Й.).
- Бойко І.Й. Володимир Семенович Кульчицький – виданий український вчений-правознавець у галузі історії, держави та права (1919 – 2009): довідково-бібліографічне видання // Львів: ЛНУ імені Івана Франка, 2011. – 67 с. (у співавторстві Тищик Б.Й.).
- Бойко І.Й. Тищик Борис Йосипович – визначний український вчений-правознавець (до 75-річчя від Дня народження і 42-річчя від початку науково-педагогічної діяльності друкована Львів, 2011. – 38 с. (у співавторстві Кобилецький М.М.).
- Бойко І.Й. Правове регулювання цивільних відносин в Україні (ІХ – ХХ ст.): [навч. посіб. для студ. вищ. закладів]. І.Й. Бойко. – К.: Атіка, 2013. – 348 с.
- Бойко І.Й. Кримінальні покарання в Україні (ІХ – ХХ ст.): [навч. посіб. для студ. вищ. навч. закладів]. І.Й. Бойко. – Львів: Видавничий центр Львівського національного університету. – 2013. – 408 с.
- Бойко І.Й. Історія правового регулювання цивільних, кримінальних та процесуальних відносин в Україні (ІХ – ХХ ст.) [навч. посіб. для студ. вищ. навч. закладів]– Львів: Видавничий центр Львівського національного університету. – 2014 – 904 с.
- Бойко І.Й. Історія держави і права України: академічний курс : підручник / Б.Й. Тищик, І.Й. Бойко. – К. : ін Юре, 2015. – 808 с. (особисто 16 друк. арк.) .
- Бойко І.Й. Галицько-Волинська держава (1199–1349). Монографія. –  Львів, 2006. – 280 с. (у співавторстві Кульчицький В.С., Тищик Б.Й.).
- Бойко І.Й. Органи влади і право в Галичині у складі Польського Королівства (1349 – 1569 рр.). Монографія.- Львів : Видав. центр ЛНУ ім. І. Франка, 2009. – 628 с.
- Бойко І.Й. Джерела та характерні риси права в Галичині у складі Польського Королівства (1387 – 1569 рр.). Монографія  Львів : Видавн. центр ЛНУ ім. І. Франка, 2010. – 344 с.
- Бойко І.Й. Судова влада в Україні: історичні витоки, закономірності, особливості розвитку : монографія / І.Й. Бойко, О.А. Гавриленко та ін. ; за ред. І.Б. Усенка – К. : Наукова думка, 2014. – 502 с. (особистий внесок: підрозділи 4.2 (с. 97–104), 8.1–8.3 (с. 253–283) (2 друк. арк.).
- Бойко І.Й. (у співавторстві). Юридичний факультет Львівського національного університету імені Івана Франка (1661-2016) : монографія / за заг. ред. професорів В.М. Бурдіна, В.Т. Нора та І.Й. Бойка. – Львів : Львів. нац. ун-т ім. І. Франка, 2016. – 288 с. (особисто 12 друк. арк.).
- Бойко І.Й. Галичина у державно-правовій системі Австрії та Австро-Угорщини (1772-1918) : навч. посібник  / І.Й. Бойко. - Львів : ЛНУ імені Івана Франка, 2018. - 312 с.
- Boiko Ihor (Zvarych Roman, Havretska Maryna, Andrukhiv Oleh, Kaleniuk Oksana), 2021. Legal basis for ethical behavior of civil servants in Ukraine: some problematic issues. Questiones Politicas,Vol. 39, Num. 68.
- Вступ до правової політології : навч. посібник / І. Бойко, В. Бурдін, М. Бризіцький та ін.; за ред. д-ра юрид. наук, проф. В.М. Бурдіна, д-ра юрид. наук, проф. В.М. Косовича, д-ра юрид. наук, проф. П.М. Рабіновича, канд. юрид. наук В.О. Семківа. – Львів : ЛНУ імені Івана Франка, 2021. (Бойко І. Становлення політології як навчальної дисципліни на юридичному факультеті ЛНУ імені Івана Франка.  С.70-81.).
- Boiko, I., Yavorska, O., Kosovych, V., Tarasenko, L. & Shpuhanych, I. (2021). The current state of copyright and intellectual property in the IT field. Cuestiones Políticas, 39 (71), 660–681.
- Boiko, I., Kobyletskyi, M. Formation of legal traditions in Ukraine and European states with a Federal System (the Vyh century BC – the XVIIth century): A new view // East European historical bulletin. – 2021. – Issue 21. – P. 244–250. Review of the monograph: Tsvietkova Yu. V. Legal tradition of religious tolerance in European states with a Federal System (the Vth century BC – the XVIIth century). Kyiv: Talcom, 2020. 512 p.
- Історія держави і права зарубіжних країн : підручник / Бойко І. Й., Тищик Б. Й., Кольбенко А. В.  та ін. ; за заг. ред.  проф. Б. Й. Тищика та проф. І. Й. Бойка ; вступ І. Й. Бойка. – Львів : Видавництво ЛНУ ім. Івана Франка, 2022. – 658 с.